# کریگ نون
کریگ نون (انگلیسی: Craig Noone؛ زادهٔ ۱۷ نوامبر ۱۹۸۷) بازیکن فوتبال اهل بریتانیا است.
از باشگاه‌هایی که در آن بازی کرده‌است می‌توان به باشگاه فوتبال ساوتپورت، باشگاه فوتبال اسکلمرسال یونایتد، باشگاه فوتبال اکستر سیتی، باشگاه فوتبال بارسکو، باشگاه فوتبال کاردیف سیتی، باشگاه فوتبال برایتون اند هوو آلبیون، و باشگاه فوتبال پلیموث آرگیل اشاره کرد.